# Дзедушицкий, Антоний Базилий
Граф Антоний Базилий Дзедушицкий (14 июня 1757 — 11 декабря 1817) — государственный деятель Речи Посполитой, писарь великий литовский (с 1781 года), масон. Руководитель польской внешней политики в 1791-1794 годах.

## Биография
Представитель польского дворянского рода Дзедушицких герба «Сас». Второй сын генерал-поручика польской армии и чашника великого коронного, графа Тадеуша Дзедушицкого (1724—1777) и Саломеи Жозефы Трембинской. Братья — Валериан Викторин, Юзеф Каласантий и Вавринец.
В 1776 году Антоний Базилий Дзедушицкий служил переписчиком в департаменте иностранных дел Постоянного Совета. В 1777 году вместе с полномочным министром Каролем Боскамп-Лясопольским в Османскую империю. В 1777-1779 годах являлся временным поверенным в делах Речи Посполитой в Стамбуле. В 1781 году — писарь великий литовский. В 1782 году Антоний Дзедушицкий был назначен секретарем по иностранным делах в Постоянном Совете. В 1786 году — посол на сейм от Ливонского воеводства.
Сопровождал польского короля Станислава Августа Понятовского во время его поездки на каневский съезд с монархами России и Австрии. От российской императрицы Екатерины Великой получил в подарок табакерну, украшенную алмазами. Присутствовал на встрече польского короля на встрече с австрийским императором Иосифом II в Корсуне.
После принятия новой польской конституции 3 мая 1791 года Антоний Дзедушицкий был назначен секретарем по иностранным делам в совете «Стражи законов». Он отправился в Дрезден, чтобы убедить саксонского курфюрста согласиться на своё избрание на польский престол в будущем. В августе 1791 года присутствовал на съезде императора Священной Римской империи Иосифа II и прусского короля Фридриха Вильгельма II в замке Пильниц (Дрезден).
Был секретарем Тарговицкой конфедерации. В 1792-1793 годах — генеральный директор почты с годовым окладом в размере 100 тысяч польских злотых. Он также руководил частой перепиской польского короля. После возрождения Постоянного Совета в 1793 году был назначен заместителем министра иностранных дел.
В начале польского восстания под руководством Тадеуша Костюшко Антоний Дзедушицкий 19 апреля 1794 года стал членом Временной повстанческой рады, с 23 апреля стоял во главе министерства иностранных дел. После создания Высшей национальной рады был назначен заместителем её главы.
Был награждён орденами Святого Станислава (1781) и Белого орла (1790).

## Семья
2 января 1787 года в Варшаве женился на Марианне Козминской, дочери Теодора Козминского и Анна Непомуцены Дзялыньской. Дети:
- Граф Генрик Северин Игнацы Дзедушицкий (1795—1845)
- Граф Игнацы Дзедушицкий (? — 1828)